# Joseph de Gouyon de Coypel
Joseph de Gouyon de Coypel est un homme politique français né le 10 février 1872 au Grand-Fougeray (Ille-et-Vilaine) et décédé le 7 juillet 1941 à Cournon (Morbihan).

## Biographie
Petit-fils de Laurent de Gouyon de Coypel, Joseph Louis Marie de Gouyon de Coipel est le fils de Raymond de Gouyon de Coipel et de Laure de La Fruglaye. Marié avec Antoinette de Villebois-Mareuil, veuve de René de Terrasson et petite-fille de Félix de Villebois, il est le père de Jean de Gouyon.
Maire de Cournon, conseiller d'arrondissement puis conseiller général, il est député du Morbihan de 1914 à 1919, siégeant au groupe de l'Union des droites.

## Sources
- « Joseph de Gouyon de Coypel », dans le Dictionnaire des parlementaires français (1889-1940), sous la direction de Jean Jolly, PUF, 1960 [détail de l’édition]